# Nouveaux Romantiques
Les termes Nouveaux Romantiques, New Romantics ou New Romantic Movement en anglais, désignent un courant musical et vestimentaire associé à la new wave, créé en Angleterre à la fin des années 1970. Le mouvement est issu de la scène punk qu'il rejette et du glam rock. Le terme est apparu sous la plume de Richard James Burgess (en), producteur du groupe Spandau Ballet, formation emblématique de ce mouvement.

## Histoire
Les historiens considèrent que le mouvement émerge significativement à la fin des années 1970 dans les clubs londoniens, notamment au Blitz (un club ouvert par Steve Strange et Rusty Egan (en) en 1979 et fermé en 1981), d'où le terme de « Blitz Kids (en) » utilisé pour désigner les premiers membres du mouvement avant que soit adopté celui de « Nouveaux Romantiques ». Les soirées de ces clubs sont parfois surnommées les « Bowie Nights ». Nombre de ces membres ont étudié à la Saint Martins School of Art ou au Royal College of Art, deux lieux proches de certains de ces clubs. D'autres clubs comme le Kilt Club, le Hell ou le Billy's, club gay de Soho, servent de lieux démonstratifs à ces étudiants en art et à leur entourage, accueillant des sortes de défilés chics allant à l'encontre de la mode punk. Les admissions à ces lieux ou soirées restent « sélectifs et élitistes » et nécessitent des tenues « les plus extravagantes et les plus lookées ».
Le phénomène présente des similitudes avec le glam rock des années 1970, en ce sens que les membres de groupes associés au mouvement des « Nouveaux Romantiques » portaient des vêtements efféminés et des maquillages ostentatoires. David Bowie était une référence évidente, notamment pour sa chanson Fashion, sa période Ziggy Stardust, ou sa chanson Ashes to Ashes représentative des tendances vestimentaires,, ainsi que Brian Eno et Roxy Music, Human League, Visage, Spandau Ballet ou Adam and the Ants. Si le mouvement présente des liens avec le glam rock, il s'en distingue par la forte présence de synthétiseurs au lieu des guitares électriques associées au rock des années 1970, au point de se rapprocher parfois de l'électropop. Le groupe japonais pionnier de l'électropop, le Yellow Magic Orchestra, a eu une influence significative sur le mouvement de ce point de vue, ainsi que les groupes allemands Kraftwerk et Can ainsi que les Anglais Landscape et Ultravox. Les boîtes à rythme sont largement utilisées par le mouvement grâce aux expériences des batteurs Richard James Burgess de Landscape, Warren Cann d'Ultravox et Rusty Egan de Visage de même que, parfois, les percussions naturelles à l'image de Bow Wow Wow.
En Angleterre, les nouveaux magazines que sont Blitz (en), The Face ou i-D, qui apparaissent tous en 1980, popularisent ce style musical et vestimentaire. Cette tendance vestimentaire vient en réaction contre le refus de la mode du mouvement punk, mais également, comme l'écrit Yves Adrien, « une réaction contre les jeunes gens modernes, bon chic bon genre, au costume gris et à la silhouette terne, c'est un retour au flamboyant, au baroque ». Elle est au départ incertaine, mélange de styles glamour variés de différentes époques, avec une différenciation des genres volontairement ambiguë, mais elle devient rapidement un courant de mode à part entière avec ses codes et habitudes : ce pot-pourri soigné d'influences diverses alterne entre rétro et renouveau, sophistication et extravagance, entraînant une activité créatrice intense de la part des stylistes ou des groupes musicaux, plus particulièrement dans les coupes de cheveux exubérantes et maquillages, l'image donnée par ces artistes prenant une importance considérable au-delà de leur musique. Le travestissement ou l'androgynie sont de mise.
L'utilisation de tissus luxueux comme le brocart, la soie ou le velours, les chemises à jabot et chemises-tuniques, les vestes à la hussarde, les pantalons cintrés à la taille ainsi que les robes romantiques portées par la gent féminine, font que les représentants du mouvements sont parfois simplement résumés à des « dandys londoniens ». Mais les inspirations sont plus larges, « des clowns aux pirates en passant par les poupées ou les costumes de kabuki » engendrant ce qui va être parfois surnommé mode « néoromantique » ou « mode pirate ». Ce courant vestimentaire inspire d'ailleurs la collection « Pirate » de Vivienne Westwood en 1981, : elle et Malcolm McLaren rebaptisent leur boutique qui devient une adresse essentielle pour qui veut s'habiller « Nouveaux Romantique ». Par la suite, les collections « Les Incroyables » et « Ange déchu » de Galliano au milieu de la décennie sont également inspirées de ce même courant. De façon plus générale, même si l'Angleterre perd de son influence mondiale en matière de mode au cours de ces années là, plusieurs stylistes de cette époque vont reprendre certains préceptes de ce mouvement pour leurs collections.
Le genre s'est également fermement implanté aux États-Unis et certains groupes tels que Duran Duran ou Soft Cell connaissent un succès international, prélude à la seconde invasion de la musique britannique (en). Le genre musical et vestimentaire est tombé en désuétude à la fin des années 1980, supplanté par le mouvement Madchester en Angleterre ou le rock indépendant aux États-Unis et le grunge. En France Claude Challe ouvre une boutique sur ce thème dans le quartier des Halles, Le Palace organise une soirée pour Steve Strange.
Un revival « Nouveaux Romantiques » a eu lieu durant les années 1990. Orlando (en) était un groupe de cette mouvance appelée Romantic Modernism (Romo).
Publiée en 1981, la chanson de Karen Cheryl « Les Nouveaux Romantiques », adaptation par Didier Barbelivien de « Sara perché ti amo » de Ricchi & Poveri, fait allusion à ce mouvement.

## Artistes associés au mouvement

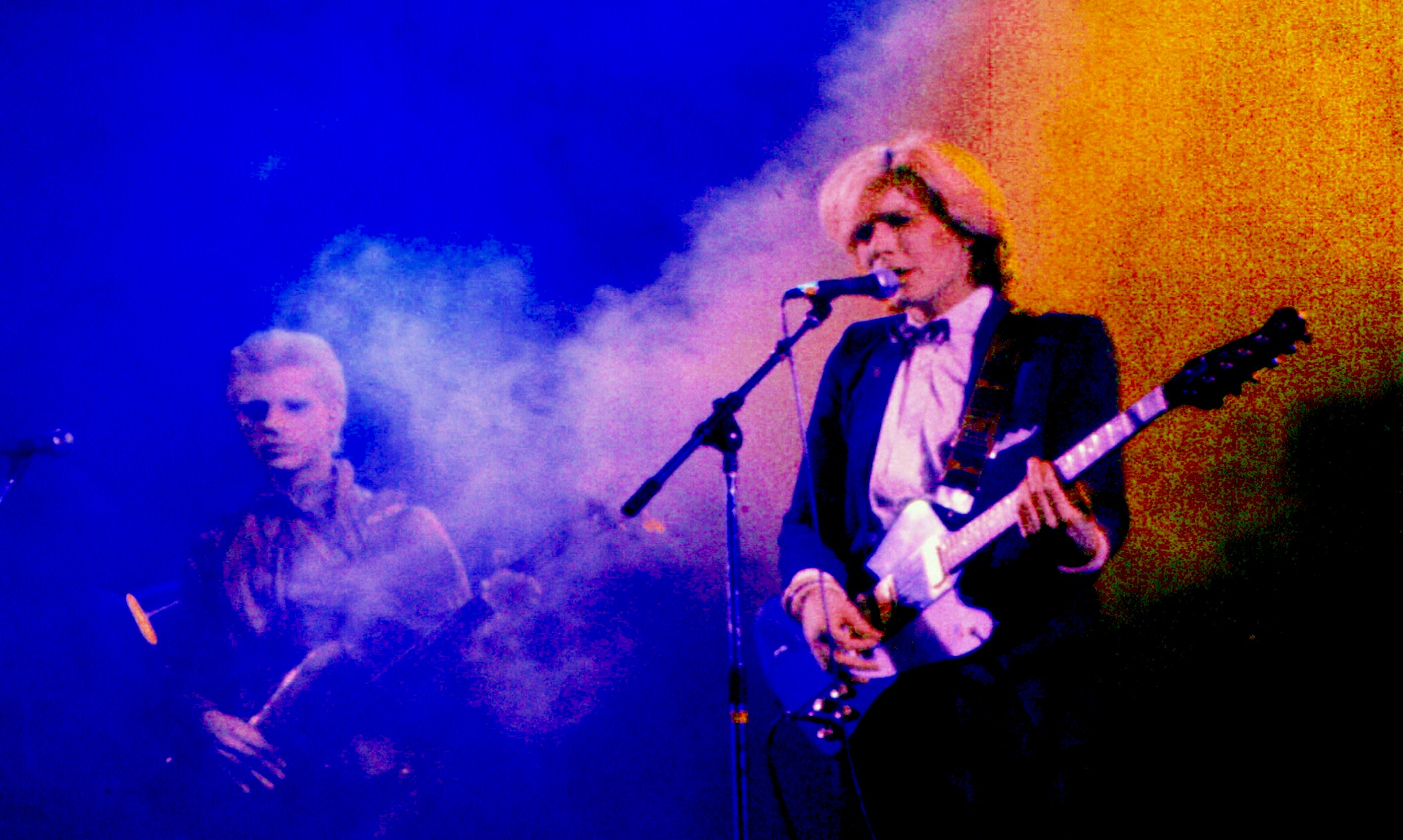
Japan.

Les principaux groupes distinctement liés au genre sont Spandau Ballet, ABC, Visage, Ultravox, Adam and the Ants ou Culture Club et son emblématique chanteur Boy George. Certaines formations des années 1980 peuvent aussi y être associées, diversement marqués par cette attitude : a-ha, Alphaville, Dead or Alive, Yazoo, Japan, Duran Duran, Erasure, Soft Cell, The Human League, A Flock of Seagulls, Classix Nouveaux, Orchestral Manoeuvres in the Dark, Kajagoogoo ou Landscape.